# کتی باتی (فیلم)
کتی باتی (به هندی: Katti Batti) فیلمی محصول سال ۲۰۱۵ و به کارگردانی نیکیل آدوانیاست. در این فیلم بازیگرانی همچون عمران خان، کانگانا رانوت، ویوان بهاتنا، میتیلا پالکار ایفای نقش کرده‌اند.